# اچ‌ام‌اس کانکوئرر (۱۹۱۱)
اچ‌ام‌اس کانکوئرر (۱۹۱۱) (به انگلیسی: HMS Conqueror (1911)) یک کشتی بود که طول آن ۵۸۱ فوت (۱۷۷ متر) بود. این کشتی در سال ۱۹۱۱ ساخته شد.